# Stephen Chbosky
Stephen Chbosky (* 25. ledna 1970) je americký spisovatel, scenárista a filmový režisér, známý svým bestsellerem z roku 1999 Ten, kdo stojí v koutě (původní název je The Perks of Being Wallflower). Režíroval i filmovou verzi této knihy (Charlieho malá tajemství), ve kterém účinkují v hlavní roli: Logan Lerman, Ema Watson a Ezra Miller. Další jeho napsaný scénář byl k filmu z roku 2005 Rent (Bohémové). Chbosky je spolutvůrcem, výkonným producentem a scenáristou televizního seriálu CBS Jericho, který se začal vysílat v roce 2006.

## Dětství
Chbosky se narodil ve městě Pittsburgh v Pensylvánii. Je to syn Leei (rozené Meyer) a Freda G. Chboskyho, který byl v ocelářské dílně výkonným poradcem ředitelů. Stephen má jednu sestru, Stacy, která je vdaná za režiséra Johna Ericka Dowdleho. Byl vychován jako katolík. Jako teenager Chbosky měl rád „dobrou“ směs klasiky, hororu a fantasy. Byl hodně ovlivněn románem J. D. Salingera Kdo chytá v žitě a díly F. Scott Fitzgeralda a Tennessee Williamse. Chbosky maturoval na střední škole Upper St. Clair v roce 1988; přibližně v té době potkal S. Sterna, scenáristu filmu Rebel without a Cause z roku 1955. Stern se stal jeho dobrým přítelem a učitelem a zajisté převážně ovlivnil jeho tvorbu.

## Kariéra
V roce 1992 Chbosky vystudoval scenáristiku na University of Southern California. Ve filmu The Four Corners of Nowhere z roku 1995, nejen hrál, ale také ho režíroval a napsal k němu scénář. Tento film byl přijat na filmový festival Sundance a byl i jedním z prvních filmů promítaných na kanále Sundance. Ke konci devadesátých let Chbosky napsal několik nerealizovaných scénářů, mj. Audrey Hepburn's Neck and Schoolhouse Rock.
V roce 1994 pracoval na „velmi odlišném typu knihy“ než je The Perks of Being a Wallflower a to byla „I guess that's just one of the perks of being wallflower“. Poté, co napsal tento řádek, přestal a uvědomil si, že v této větě byl chlapec, kterého se opravdu snažil najít. Po několika letech vývoje, Chbosky začal znovu hledat a psát The Perks of Being Wallflower. Tento román je psán v dopisech hlavního hrdniny Charlieho, který emočně a intelektuálně dozrává a prochází prvním rokem na střední škole. Kniha je částečně autobiografická. Chbosky řekl „jsem hodně podobný Charliemu, ale můj život na střední škole byl v mnoha věcech odlišný“.
Kniha, Chboskeho první román, byla vydána v MTV books v roce 1999, a byla okamžitě úspěšná mezi mladými čtenáři. Do roku 2000 byl román nejlépe prodávaným titulem od MTV books a The New York Times uvádějí v roce 2007, že se jich prodalo více než 700 000 výtisků a „je předávána mezi mládeží, jako horký brambor“. Do května 2013, číslo výtisků přesáhlo dva miliony. Wallflower také rozdmýchalo odpůrce kvůli Chboskeho popisu sexuality dospívajících a používání drog. Kniha byla vyřazena z oběhu v několika školách a objevila se na seznamu Asociace Amerických knihoven v letech 2004, 2006, 2007, 2008 a 2009, jako deset nejvíce půjčovaných knih. Do července 2013 kniha setrvala rok na žebříčku nejlepších bestsellerů The New York Times. A je publikována v 31 jazycích
V roce 2000 Chbosky editoval Pieces, soubor krátkých povídek. Ve stejném roce pracoval s režisérem Jonem Shermanem na filmové adaptaci románu Michaela Chabonse The Mysteries of Pittsburg, ale tento projekt se do srpna 2000 rozpadl. Chbosky napsal v roce 2005 scénář pro filmovou adaptaci Broadwayského rockoého muzikálu Rent, který obdržel smíšené kritiky. Na konci roku 2005, Chbosky řekl že píše filmovou adaptaci The Perks of Being Wallflover.
Kolem roku 2005 se Chbosky rozhodl, na radu svého agenta, ža začne hledat práci v televizi, která je spojená s filmy. Zjistil, že si „užívá“ lidí v televizi. Chbosky souhlasil, že bude dělat spolu autora, výkonného producenta a tvůrce CBS seriálu televizního dramatu Jericho, které mělo premiéru v září 2006. Episody se točily okolo obyvatel fiktivního malého města Jericho v Kansasu, po následcích několika atomových útoků. Chbosky řekl, že přátelství mezi Jake Green, hlavní postavou, a jeho matkou odrážejí „mě a moji matku v mnoha směrech“. První série seriálu Jericho obdržela nevýrazné hodnocení, a CBS zrušila vysílání v televizi (květen 2007). Lidé ale přesvědčili CBS, aby uvedli i druhou sérii, která měla premiéru 12. února 2008, než byla znovu zrušena (březen 2008).
Chbosky napsal scénář a režíroval film The Perks of Being Wallflover, založený na jeho románu. Natáčení filmu začalo v polovině roku 2011 a film byl hotov na podzim roku 2012. V hlavních rolích hrají Logan Lerman, Ezra Miller a Ema Watson. Chbosky byl nominován v kategorii za nejlepší přepsaný scénář v Writers Guild Awards za rok 2013. A v tomtéž roce film vyhrál cenu Independent Spirit za nejlepšího hlavního hrdinu a také vyhrál People's Choice Award za nejlepší filmové drama.
V roce 2014 bylo ohlášeno, že hrané znovuuvedení Disneyho Beauty and the Beast je spojeno se jménem Stephen Chbosky, uvedeného jako scenárista. Chboskyho scénář je režírován Billem Condonem se známým obsazením, jako je Emma Watson (Bella) s kterou měl Stephen blízký vztah, během natáčení The Perks of Being a Wallflover. Tato adaptace je prohlašována za přepracované vydání, věrného originálu, z roku 1991 animovaného filmu Beauty and the Beast se všemi originálními hudebními čísly. Kromě toho, Condon navrhl použít některé písne z broadwayského muzikálu z roku 1994. Film má být uveden 17. března 2017.
Chbosky v současné době žije v Los Angeles v Kalifornii.